# Ciudadano Escobar
Ciudadano Escobar es una película documental colombiana de 2004 dirigida por Sergio Cabrera y basada en la vida del famoso narcotraficante Pablo Emilio Escobar Gaviria. En ella, la viuda y el hijo del capo relatan anécdotas de su vida. Para la grabación del documental, Cabrera recogió los testimonios de cerca de 80 personas relacionadas con el cartel de Medellín. El director se refirió al documental de la siguiente manera: "...esta película no pretende ser ni una biografía ni una investigación sobre la vida de Escobar, que sigue rodeada de muchos secretos. Para eso existen bastantes libros, algunos muy buenos e interesantes".